# Le Plessier-sur-Bulles
Le Plessier-sur-Bulles település Franciaországban, Oise megyében. Lakosainak száma 211 fő (2022. január 1.). Le Plessier-sur-Bulles Bulles, Essuiles, Le Mesnil-sur-Bulles, Nourard-le-Franc és Le Quesnel-Aubry községekkel határos.

## Népesség
A település népességének változása:
| Lakosok száma | 194  | 212  | 216  | 214  | 213  | 212  | 212  | 212  | 211  |
|               | 2013 | 2015 | 2016 | 2017 | 2018 | 2019 | 2020 | 2021 | 2022 |